# Договор о свободной ассоциации
Договор о свободной ассоциации (англ. Compact of Free Association) — договор, определяющий вхождение трёх суверенных государств, Федеративных Штатов Микронезии, Республики Маршалловы Острова и Республики Палау, в свободную ассоциацию с США. Он был ратифицирован Конгрессом США в 1986 году.
В прошлом эти три ассоциированных государства были частью Подопечной территории Тихоокеанские острова, находившейся под управлением сначала ВМС США с 1947 по 1951 год, а затем министерства внутренних дел США с 1951 по 1994 год.
Согласно Договору о свободной ассоциации США гарантируют финансовую поддержку этим странам на протяжении 15 лет. В обмен на это вышеуказанные три государства передают решение вопросов обороны правительству США, однако за ними сохраняется внутреннее самоуправление. Граждане Федеративных Штатов Микронезии и Республики Маршалловы Острова по договору не нуждаются в предъявлении паспорта при поездке в США.
1 мая 2004 года договор был продлён Федеративными Штатами Микронезии, а 30 июня 2004 года — Республикой Маршалловы Острова. Договор с Палау истёк в 2009 году и был возобновлён в 2010 году.
В 2023 году договоры о свободной ассоциации со всеми тремя странами были продлены на 20 лет до 2043 года.